# Józef Góralczyk
Józef Andrzej Góralczyk (ur. 14 marca 1924 w Krakowie, zm. 5 listopada 2006 w Kędzierzynie-Koźlu) – polski agronom, profesor nauk ekonomicznych, wicedyrektor Instytutu Śląskiego w Opolu, senator I kadencji.

## Życiorys
Syn rzemieślnika Juliana. Przed II wojną światową uczęszczał do gimnazjum w Wadowicach. W czasie niemieckiej okupacji pracował jako robotnik w kamieniołomach pod Alwernią oraz w majątku Izdebnik. W 1943 ukończył kurs podchorążych AK, następnie służył w oddziale „Limba”, pełniąc funkcje wywiadowcze. Podjął tajne studia rolnicze, które ukończył w 1946 na Wydziale Rolniczym Uniwersytetu Jagiellońskiego. W 1951 uzyskał stopień naukowy doktora nauk rolniczych, habilitował się w pierwszej połowie lat 60. W 1971 został profesorem nadzwyczajnym w zakresie nauk ekonomicznych.
W latach 1945–1948 pracował jako asystent na UJ oraz w Wyższej Szkole Gospodarstwa Wiejskiego w Cieszynie, dl 1946 pełnił też obowiązki inspektora hodowli nasion w Udyczy. Przez rok był nauczycielem w Liceum Rolniczym w Czechowicach i w Nakle Śląskim, w latach 1949–1953 kierownikiem wydziału planowania w okręgowym zarządzie PGR w Opolu, a w latach 1953–1961 pracownikiem naukowym i dyrektorem zakładu doświadczalnego Instytutu Zootechniki. Od 1962 do czasu przejścia na emeryturę (w 1981) pracował w Instytucie Śląskim w Opolu, był m.in. wicedyrektorem tej jednostki. Ogłosił ponad 150 prac naukowych, w tym 36 publikacji książkowych. Specjalizował się w ekonomice rolnictwa, rachunku ekonomicznym, gospodarce paszowej, organizacji rolnictwa. Był członkiem Komitetu Badań Rejonów Uprzemysłowionych PAN (od 1976) oraz Komitetu Inżynierii Środowiska PAN (od 1982).
We wrześniu 1980 wstąpił do „Solidarności”, był też doradcą rolniczej „Solidarności” w województwie opolskim. W latach 1983–1988 udzielał się w Duszpasterstwie Rolników, wygłaszał odczyty dla działaczy i sympatyków podziemnej rolniczej „S”. W latach 1989–1991 sprawował mandat senatora I kadencji, wybranego z ramienia Komitetu Obywatelskiego w województwie opolskim.
W 2000 awansowany na stopień porucznika. W 2004 wydał wspomnienia zatytułowane Nie tylko życiorys.
Był żonaty z Marią (1926–2019), doktor nauk rolniczych. Miał córkę Annę i syna Andrzeja. Pochowany na cmentarzu Bronowickim (kwatera XVI/3/18)

## Odznaczenia
- Krzyż Kawalerski Orderu Odrodzenia Polski
- Złoty Krzyż Zasługi
- Brązowy Krzyż Zasługi z Mieczami
- Medal 30-lecia Polski Ludowej[5]
- Medal 10-lecia Polski Ludowej[6]
- Krzyż Armii Krajowej